# Getijdenboek van Karel VIII

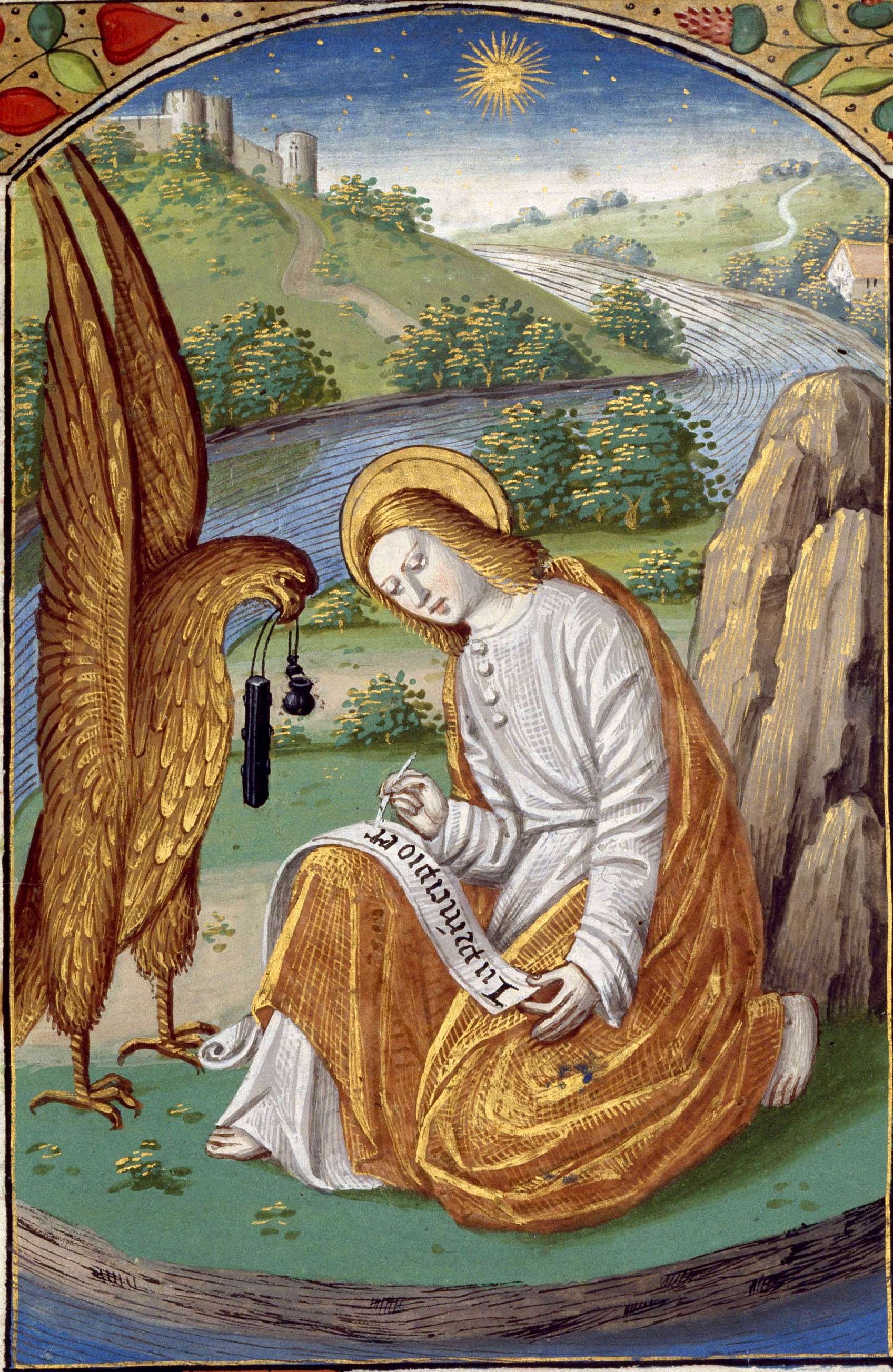
Getijdenboek van Karel VIII, f7r, Johannes op Patmos

Het Getijdenboek van Karel VIII is een verlucht getijdenboek voor gebruik van Parijs dat waarschijnlijk gemaakt werd in opdracht van Karel VIII van Frankrijk. Het wordt nu bewaard in Biblioteca Nacional de España in Madrid. Het werd gemaakt tussen 1494 en 1496.

## Beschrijving

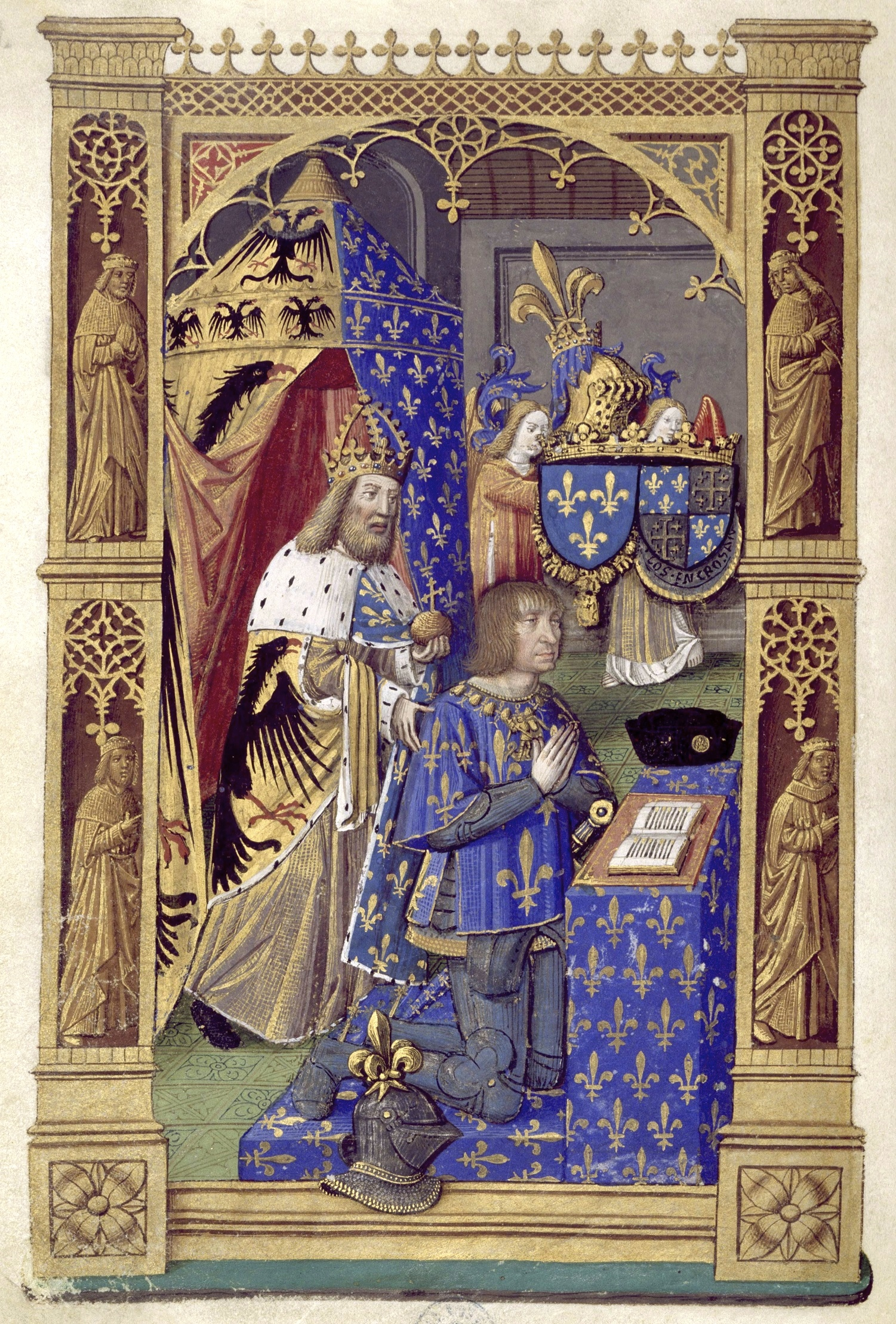
Getijdenboek van Karel VIII, f13v, Lodewijk XII bij Karel de Grote.

Het handschrift bestaat uit 116 perkamenten folia van 248 bij 169 mm groot. Het werd geschreven in het Latijn in een Franse bastarda in een enkele kolom van 26 lijnen per blad. Er staan tussen de kleine miniaturen in de marges van het boek Franse teksten, waarschijnlijk van de hand van Anthoine Vérard.

## Geschiedenis
Het handschrift dat oorspronkelijk gemaakt werd voor Karel VIIII kwam door vererving terecht bij Lodewijk XII en bleef in handen van het koninklijk huis van Frankrijk tot bij Lodewijk XIII. Die gaf het als geschenk aan een Spaans persoon, de ambassadeur van Spanje of de biechtvader van Anna van Oostenrijk. Het handschrift was later nog in het bezit van de graaf van Peñaranda en van de markies van Mejorada, voor dat het in 1708 terecht kwam in de Nationale Bibliotheek van Spanje.

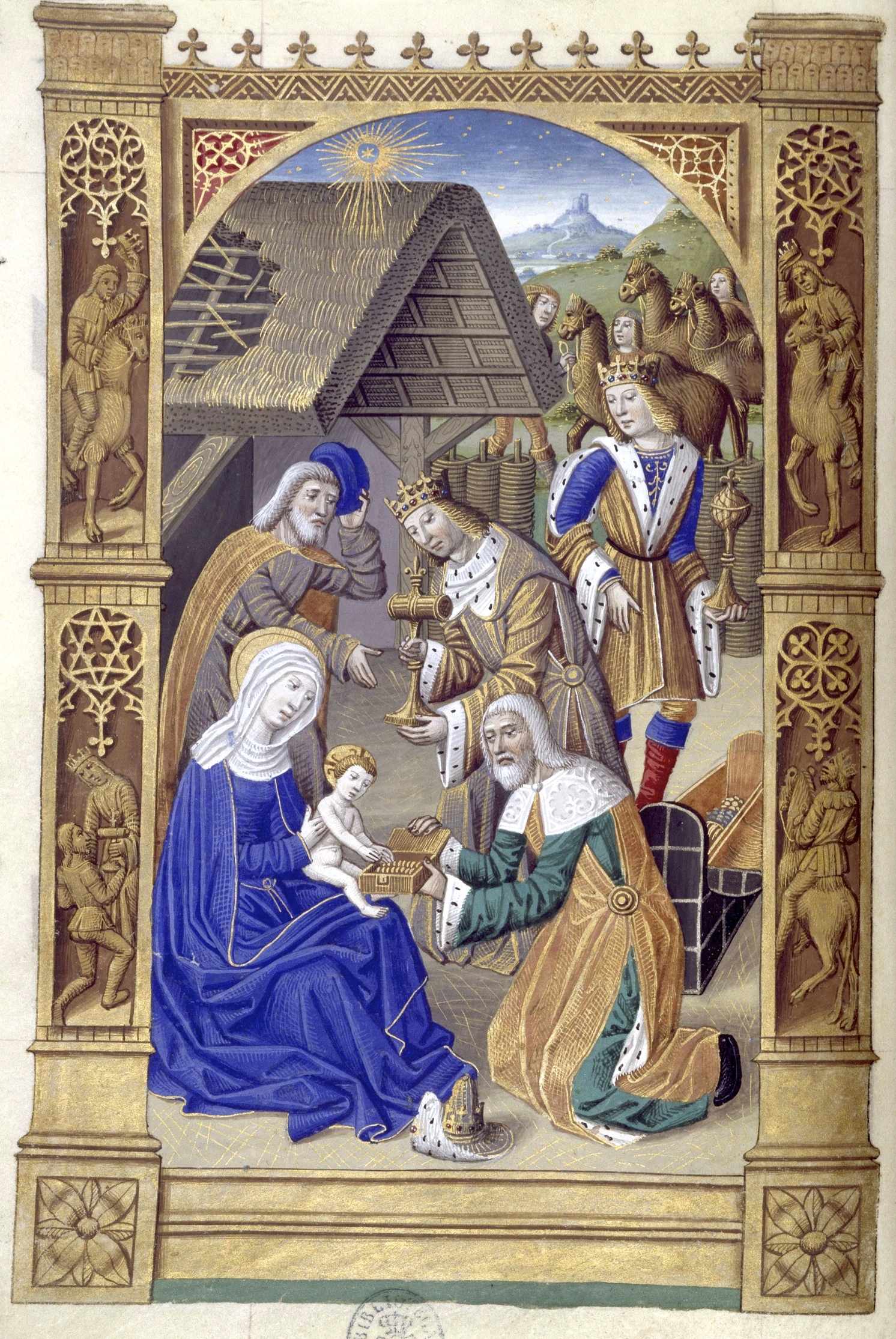
Getijdenboek van Karel VIII, f42v, Aanbidding van de wijzen.

## Verluchting
Het handschrift is zeer uitbundig gedecoreerd met meer dan tweehonderd versierde marges, met palmen fruit en bloemen geschilderd op een gouden achtergrond. In de marges zijn er 190 kleine miniaturen geschilderd met scènes uit het Oude- en Nieuwe Testament en het leven van de Heilige Maagd. Er zijn ook enkele oorlogscènes te vinden. Daarnaast zijn er 44 grote miniaturen.  De verluchting van het manuscript is in grote lijnen het werk van slechts een miniaturist: de meester van Jacques de Besançon tegenwoordig bekend als François le Barbier (de jongere). Waarschijnlijk is de enige uitzondering de miniatuur op f13v, waarop het hoofd van Karel VIII werd overschilderd met dat van  Lodewijk XII van Frankrijk.
De miniaturen van het getijdenboek van Karel VIII zijn ware juwelen van de Renaissance schilderkunst. De miniaturen in het handschrift zijn van verschillend formaat, op de halfbladminiaturen vinden we portretten van heiligen, de paginagrote miniaturen tonen scènes uit het Nieuwe Testament en de passie van Christus. De afbeeldingen zijn zo plastisch en realistisch dat de afgebeelde figuren bijna tastbaar zijn.

## Web links
- Afbeeldingen op de website van Moleiro.
- Afbeeldingen (coming soon) op Ziereis Facsimiles.